# ソルタムM65 120mm迫撃砲
ソルタムM65 120mm迫撃砲は、フィンランドのタンペラ社（現・パトリア社）が1953年に開発し、1960年にその生産ライセンスをイスラエルのソルタム・システムズ社が購入して製造した口径120mmの迫撃砲である。"ソルタムK5 120mm迫撃砲"とも呼称される。ソルタムM65 (K5)には、通常射程型と長射程型の2種類のバージョンが存在する。

## 概要
ソルタムM65は口径120mmの迫撃砲としては軽量に設計されており、M113装甲兵員輸送車への搭載や小型ヘリコプターでの吊り下げ輸送が可能である。また小型軍用車両での牽引も可能である。M65の移動用タイヤはM151"ケネディ・ジープ"と共通の物が使用できるようになっている。
ソルタムM65は通常射程型の形式名で、改良された長射程型は"ソルタムK5A7 120mm迫撃砲"と呼称される。K5A7迫撃砲はより迅速な展開、少人数での運用を考えて改良された発展型で、M59砲弾で8,500m、M100砲弾で9,500mの射程を持つ。また射撃時に移動用の架台から取り外す必要は無く、4名の砲兵で運用が可能である。
また、M3ハーフトラックにM65を搭載した自走迫撃砲タイプの車両は、イスラエル国防軍において"ハーフトラック Mk.D"の形式名が付けられ、"マクマト"（Makmat）のニックネームで呼ばれる。
なお、マクマト（Makmat）とはヘブライ語でMargema Kveda Mitnayaat＝自走重迫撃砲の略称であり、スーパーシャーマンにソルタムM66 160mm迫撃砲を搭載した160mm自走迫撃砲も同様にマクマトと呼ばれている。
また、1990年代よりアメリカ軍で運用されているM120 120mm迫撃砲は、ソルタムK5の改良モデルに相当する"ソルタムK6 120mm迫撃砲"をアメリカ軍が採用したものである。

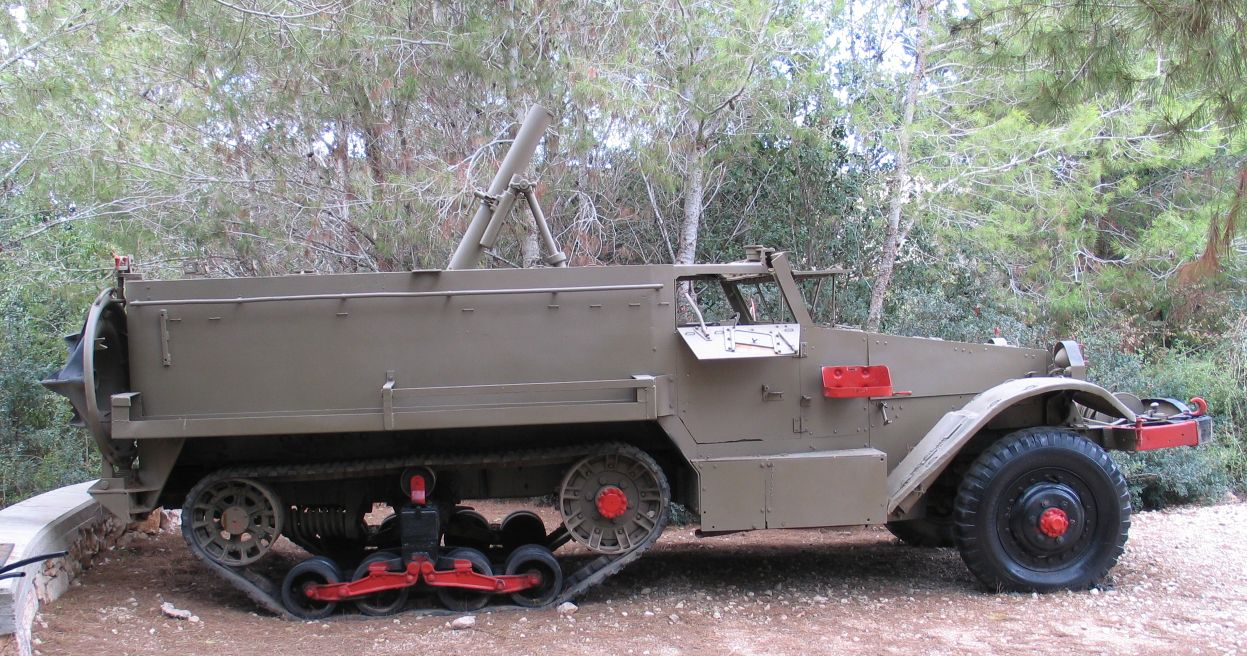
ハーフトラック Mk.D "マクマト"
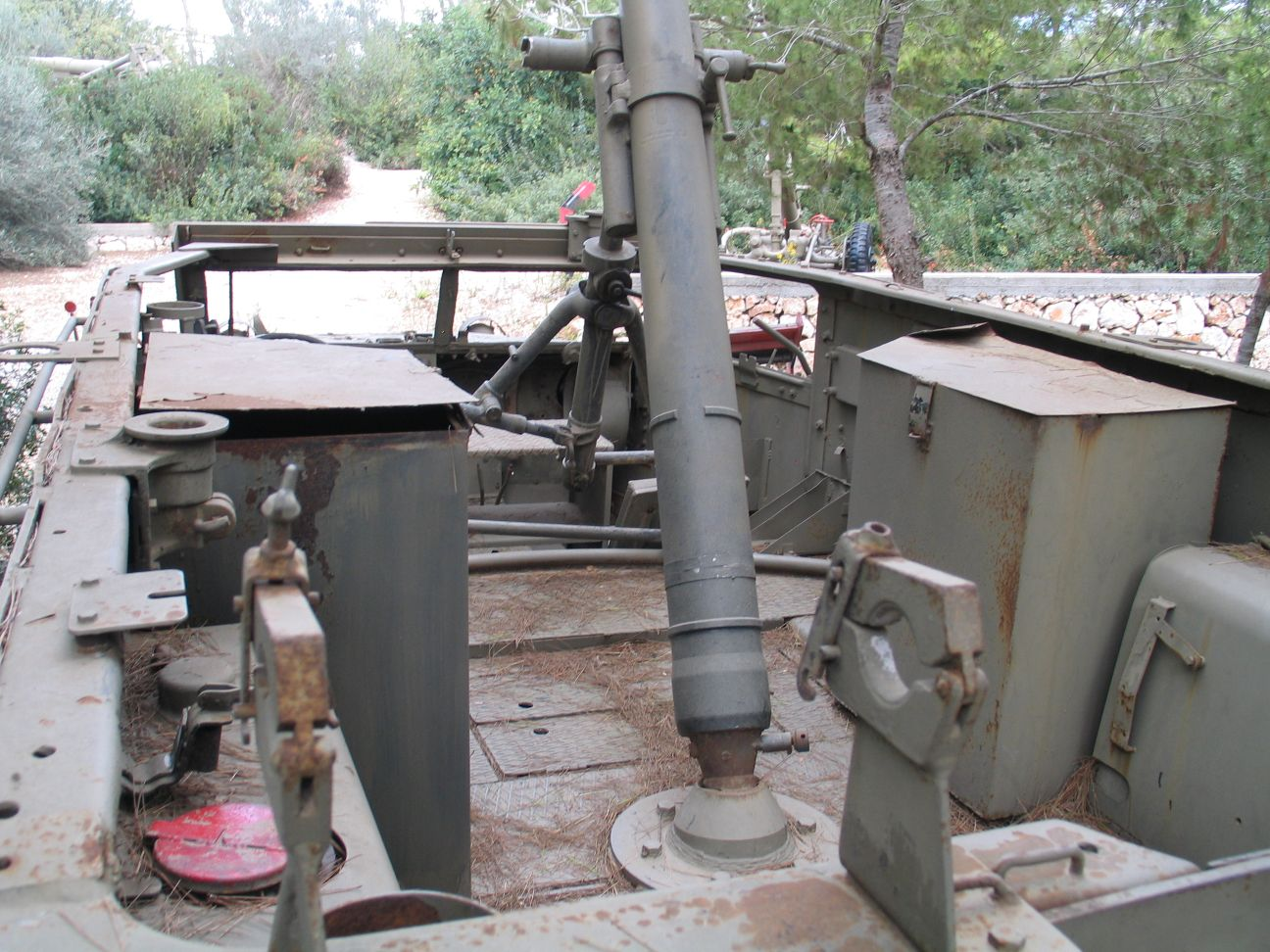
ハーフトラック Mk.Dに搭載されたM65

## 運用国
- イスラエル
- ホンジュラス[3]
- ポルトガル

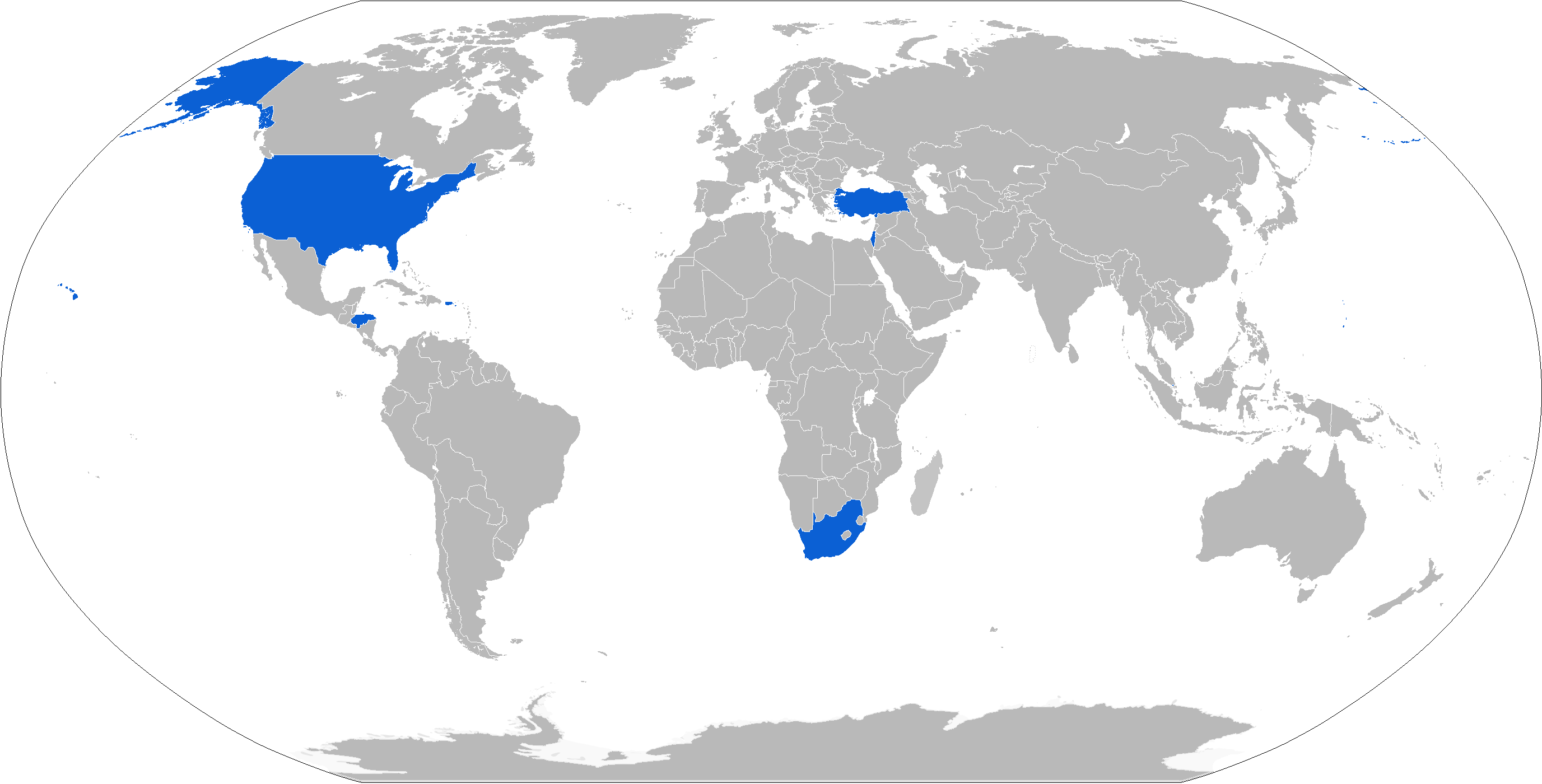
M65 120mm迫撃砲運用国（青色）

- シンガポール[3] - 2023年時点で、シンガポール陸軍が36門のM65を保有している[4]。
- 南アフリカ共和国
- アメリカ合衆国 - アメリカ陸軍[3]